# ジノニルナフチルスルホン酸
ジノニルナフチルスルホン酸（ジノニルナフチルスルホンさん、Dinonylnaphthylsulfonic acid）とは有機化合物の一種である。
穏やかな皮膚刺激性と強い目への刺激性がある。
ケロシンに添加すると電気伝導率を上げる効果があるため、帯電防止剤としてデュポン社からStadis-450という商品名で販売され、ジェット燃料の添加剤として世界的に使用されている。